# Breszt
Breszt (belaruszul: Брэст, ukránul: Берестя, oroszul: Брест, lengyelül: Brześć nad Bugiem, korábban Beresztje vagy Breszt-Litovszk) nagyváros Fehéroroszország délnyugati részén, a Breszti terület és a Breszti járás székhelye. A Nyugati-Bug és a Muhavec összefolyásánál fekszik, Minszktől 355 km-re délnyugatra. Az ország 6. legnépesebb városa, 2014-ben 330 ezer lakosa volt, területe 146,12 km² Fontos közúti és vasúti határátkelőhely Lengyelország felé (Terespol), valamint egyetemi város.

## Nevének eredete
Breszt neve valószínűleg a szilfa szóból származik.
Más elmélet szerint viszont a litván brasta, azaz gázló szóból ered a város neve.

## Földrajza
A város a fővárostól, Minszktől 320 km-re délnyugatra található, Polézia nyugati szélén, ami egy lapos mocsaras síkság. A város nyugati részén folyik a Muhavec a Nyugati-Bugba.

## Történelem

### Középkorban
A város középkori szláv alapítású. Első említése 1019-ből származik (a Kijevi Rusz évkönyvében). Ekkoriban a Beresztje nevet viselte, innen ered mai elnevezése is. A 11. században a Turovi fejedelemséghez tartozott, majd 1044-ben a Kijevi Rusz része lett. A város fontos kereskedelmi csomópont volt ekkor. Itt találkoztak a Lengyelország, a Baltikum és a Fekete-tenger felé tartó utak. 1179-ben III. Kázmér lengyel király megtámadta a várost, majd 1182-ben elfoglalva, Breszt Lengyelország része lett. 1222-ben a volhíniai herceg elfoglalta a várost, de a lengyel királyok többször próbálták visszafoglalni sikertelenül. A 13. században a mongolok támadták meg Bresztet, de a károkat illetően nem maradtak fenn írásos források. Ekkoriban már állt egy kisebb erőd, de a komolyabb munkálatok Vlagyimir Vaszilkovics volhíniai herceg uralma idején, 1276-ban kezdődtek meg.
1319-ben került litván kézre, ekkoriban már Breszt-Litovszk néven ismert, és a város aranykora is erre az időszakra esett. Nem sokkal később Andrej volhíniai herceg újra megszerezte a várost, de 1341-ben ismét litván uralom alá került. Ekkor már nagyhercegség a mai Fehéroroszország teljes területét megszerezte. 1349-ben ismét lengyel terület lett, ami csak 1366-ban, egy egyesség után változott meg, amikor véglegesen litván uralom alá került. Ekkor a nagyherceg Gediminas, a belarusz nyelvet tette meg hivatalos nyelvvé.
Breszt fejlődését megtörte a teuton lovagok portyázása, betörése a városba és környékére. A 15. század elejére szükség volt valamit tenni, ezért a lengyel és litván uralkodók szövetkeztek, és 1410. július 15-én megütköztek a grünwaldi csatában. A csatát követően ismét fejlődésnek indult a város. 1446-1569 között a parlament székhelye volt a Trock Vajdaság részeként. Mengli Giráj krími kán 1500-ban megtámadta a várost, de ez az ideiglenes helyzet nem tartott sokáig, így a város fejlődését nem érintette.
1554-ben a város címert kapott, amely két folyó találkozásánál álló kőtornyot ábrázol, piros háttérrel. 1559-ben alapították Radzivil nyomdát, és 1563-ban kinyomtatták a breszti bibliát.

### A Lengyel–Litván Unió részeként

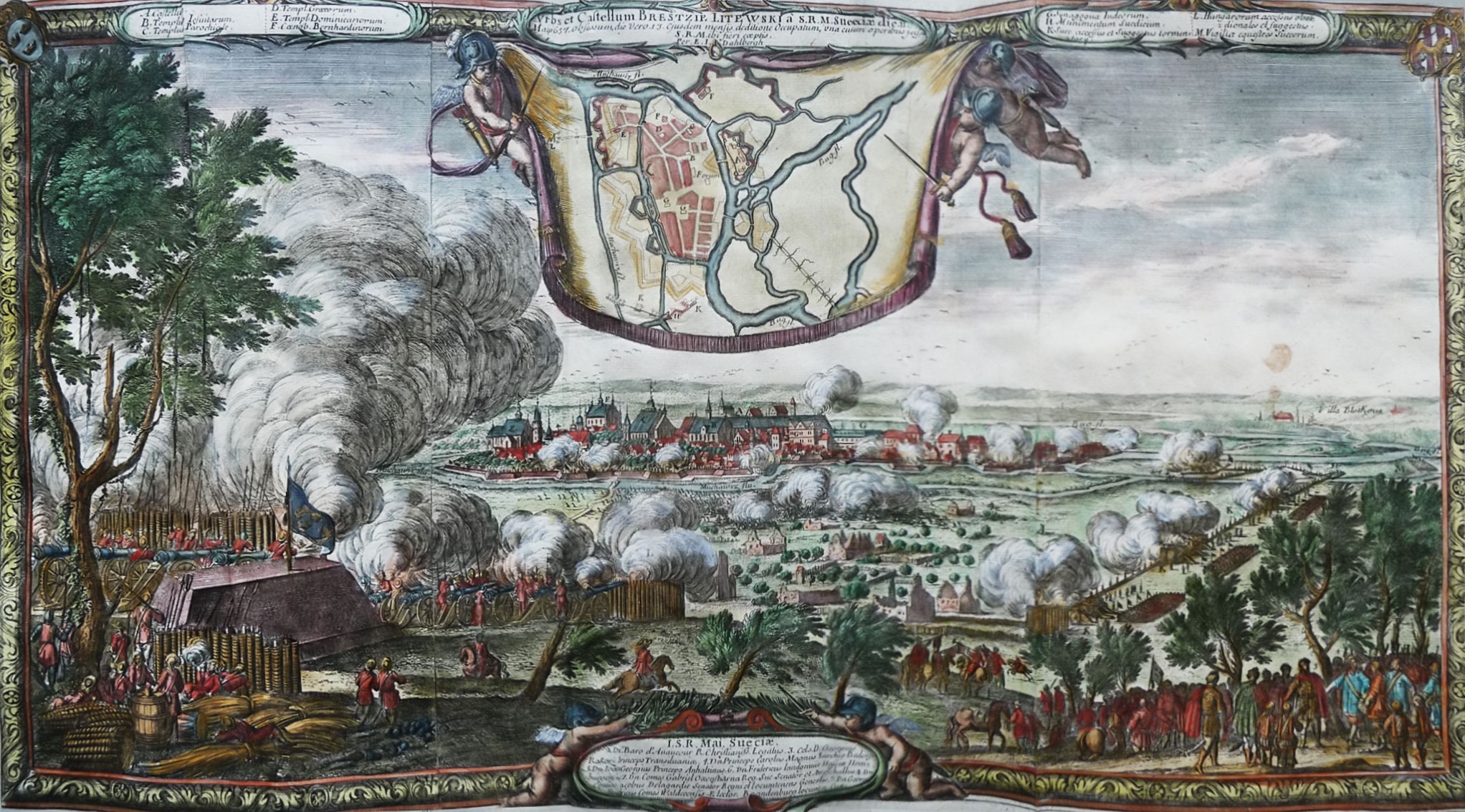
a város látképe 1657-ben

1569-ben a Lengyel–Litván Unió része lett. 1596-ban a breszti zsinaton hirdették ki a belorusz ortodox egyház csatlakozását a lengyel katolikus egyházhoz. 1620-ban Theophil konstantinápolyi pátriárka ellátogatott az unió egykori ortodox területeire, és felszólította a hívőket, hogy térjenek vissza az ősi hitre. 1648-ban Bohdan Hmelnickij felkelésével egy időben a város lakossága felkelt a lengyel uralom ellen. A felkelés elbukott, a várost felégették.

### Az orosz uralom idején
1795-ben, Lengyelország harmadik felosztása során került Oroszországhoz. 1802-1836 között négyszer égett le a város, egyesek szerint szándékosan gyújtották fel, hogy elűzzék a lakókat a vidékről. 1835-ben ezért elkezdték lebontani az épületeket, és három kilométerre keletre új város építésébe kezdtek. A város utcáit lekövezték, és a mai napig megtalálhatóak.
1830-ban határozták el a breszti erőd építését. 1836. június 1-jén tették le hivatalosan az erőd alapkövét. A század végén a birodalom egyik legfontosabb vasúti csomópontja lett, pályaudvarát 1886-ban adták át.
Forradalmi mozgalmak a várost is elérték. 1873-ban a téglagyárban sztrájkoltak a jobb munkakörülményekért. 1905-re a forradalmi szervezetek már saját irodával rendelkeztek. Ez év január 19-én a többi orosz városhoz hasonlóan Bresztben is zavargások törtek ki, a rendőrség 74 résztvevőt letartóztatott.
Az első világháború a várost 1915-ben érte el, amikor a németek megtámadták, és a lakosságnak kelet felé kellett menekülnie. 1915. augusztus 26-án el is esett, és 1918-ig német megszállás alatt állt Breszt.

### 20. században
Az első világháború végén (1917. december 22. – 1918. március 3.) itt tartották a német–orosz béketárgyalásokat (breszt-litovszki béke). 1919. február 20-án a lengyelek elfoglalták Bresztet, de a következő év augusztusában a szovjetek visszafoglalták. Az 1921. március 18-án aláírt rigai békeszerződés szerint Lengyelországhoz került a város. A Lengyelországot megtámadó németek 1939. szeptember 14-én foglalták el, majd a Molotov–Ribbentrop-paktum értelmében szeptember 22-én átadták a Szovjetuniónak. Egy hónappal később szovjet típusú választást tartottak, majd a város a Belarusz SzSzK része lett. A városban eluralkodott a terror, a félelem, a nyomor. 1941-ben a német támadásnak a breszti erőd egy hónapon át (július 20-áig) állt ellen. Az erőd védőit annak elfoglalása után a németek kivégezték. 1965 óta a „Hős Erőd” címet viseli.
A város 1944 júliusában szabadult fel, azóta gyors ipari és népességi növekedésen ment keresztül (ez utóbbi máig tart), a Szovjetunió nyugati kapujaként volt Lengyelország felé. Az 1980-as években a Breszt–Moszkva autópálya (az ún. „Brezsnyevka”) megépülésével tovább nőtt a város közlekedési jelentősége.

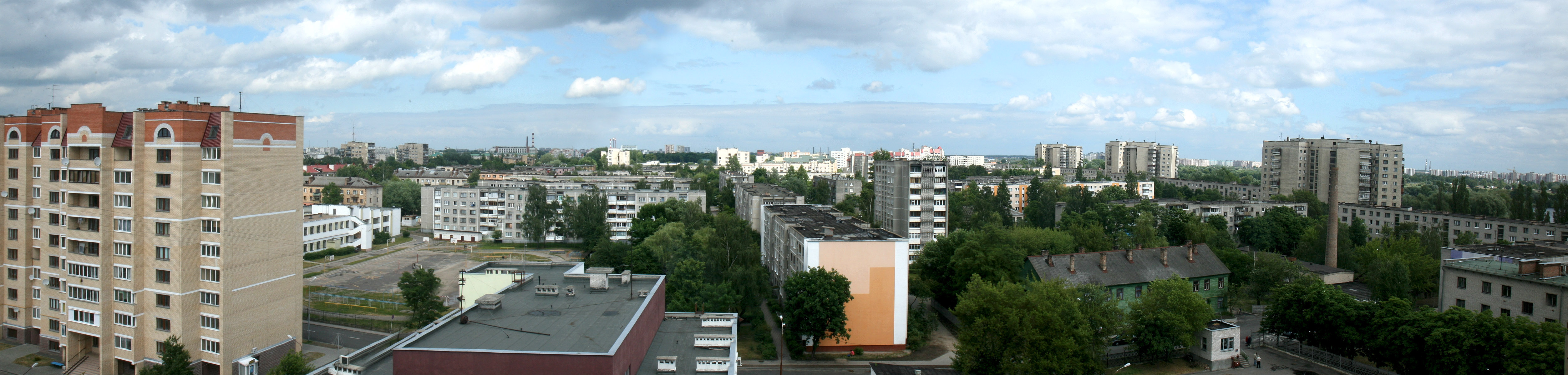
Lakótelep

## Éghajlata
Breszt éghajlata kontinentális. Egy évben átlagosan 160 nap eső, 68 nap hó hullik. Köd 33 nap figyelhető meg, zivatar pedig 27 nap.
| Hónap                           | Jan. | Feb. | Már. | Ápr. | Máj. | Jún. | Júl. | Aug. | Szep. | Okt. | Nov. | Dec. | Év   |
| ------------------------------- | ---- | ---- | ---- | ---- | ---- | ---- | ---- | ---- | ----- | ---- | ---- | ---- | ---- |
| Átlagos max. hőmérséklet (°C)   | −1,2 | −0,4 | 5,8  | 14,5 | 19,4 | 23,0 | 25,8 | 24,4 | 19,3  | 12,6 | 6,6  | 1,3  | 12,7 |
| Átlagos min. hőmérséklet (°C)   | −4,9 | −4,9 | −1,3 | 4,3  | 9,3  | 12,7 | 15,2 | 14,1 | 9,5   | 5,2  | 2,2  | −1,8 | 5,0  |
| Átl. csapadékmennyiség (mm)     | 47   | 37   | 35   | 32   | 82   | 71   | 74   | 84   | 50    | 36   | 42   | 42   | 632  |
| Forrás: www.weatheronline.co.uk |      |      |      |      |      |      |      |      |       |      |      |      |      |

## Népesség
| Időszak | 14. század vége | 14. század | 1825   | 1861 | 1897 | 1959 | 1970  | 1979  | 1985  | 1998  | 2004  | 2008  | 2010  | 2012  | 2014  |
| ------- | --------------- | ---------- | ------ | ---- | ---- | ---- | ----- | ----- | ----- | ----- | ----- | ----- | ----- | ----- | ----- |
| ezer fő | kb. 2           | kb. 5      | kb. 11 | 20,9 | 46,6 | 73,6 | 121,6 | 171,0 | 230,0 | 297,0 | 298,3 | 315,0 | 310,8 | 322,1 | 330,1 |

A város lakossága nemzetiség szerint 2009-ben: belarusz – 82 %, orosz – 10,7 %, ukrán – 4 %, lengyel – 1 %, zsidó – 0,07 %

## Gazdaság
Breszt Fehéroroszország elektronikai iparának egyik központja, fényforrásgyára a gépipart látja el alkatrészekkel. A Bresztgazoapparat a gázfelszerelések gyártásában, a Cvetotron vállalat pedig a mikroelektronikában tölt be fontos szerepet. A városban fejlett a textil- (szőnyegkombinát, harisnyagyár, kötszövőüzem) és az élelmiszeripar (húskombinát, tejkombinát, likőrgyár). Vasbeton szerkezetek gyártása is folyik. A város és a Breszti járás szabadkereskedelmi övezetnek számít. Két közúti határátkelőhely (Varsavszkij moszt, Kozlovicsi) és három vámterminál üzemel a városban.
2007. október 1-jén a munkanélküliség 0,96% volt. Ebben a költségvetési hiány 900 millió belarusz rubel volt.

## Látnivalók
A város első számú nevezetessége az 1836–1842 között épült breszti erőd, amely ma a Nagy Honvédő Háború emlékhelye. A régi épületek nagy része elpusztult a háborúban, a fennmaradtak közül meg kell említeni a Kresztovozdvizsenszkaja-templomot (1856), a garnizon számára épült Szt. Miklós-templomot (1856–1879), a Szimeon-katedrálist (1865–1868), valamint az egykori Szt. Miklós-katedrális helyén 1904–1906-ban épült újabb templomot. A Beresztje archeológiai múzeum Breszt középkori múltját mutatja be.
|  |  |  |

A várostól 70 km-re északra fekszik a Białowieża-erdő, az európai síkvidéket egykor borító hatalmas kiterjedésű lombhullató és vegyes őserdő utolsó megmaradt darabja. Az erdő ad otthont az európai bölény, a kontinens legnagyobb szárazföldi állata 800 példányának, mely a legnagyobb szabadon élő állomány a világon. Az UNESCO világörökség része, bioszféra-rezervátum és Natura 2000 különleges természetmegőrzési terület.

## Csillagászat
Ljudmila Ivanovna Csernih 1974-ben felfedezett egy kisbolygót, amelyet a város után 3232 Brest-nek nevezett el.

## Oktatás
A városban két egyetem található: Puskin Állami Egyetem és Breszt Állami Technikai Egyetem

## Testvértelepülések
Breszt testvértelepülései:
- Oroszország, Orjol
- Oroszország, Moszkva
- Oroszország, Nyizsnyij Tagil
- Oroszország, Asztrahán
- Oroszország, Kovrov
- Oroszország, Tyumeny
- Oroszország, Petrozavodszk
- Oroszország, Szentpétervár
- Ukrajna, Luck
- Ukrajna, Ivano-Frankivszk[28]
- Ukrajna, Odessza
- Lengyelország, Lublin[29]
- Lengyelország, Biała Podlaska
- Lengyelország Siedlce
- Lengyelország, Terespol
- Bulgária, Pleven
- Románia, Botosán
- Hollandia, Coevorden[30]
- Kína, Xiaogan
- Franciaország, Port-sur-Saône
- Németország, Schussental (Weingarten, Ravensburg, Baienfurt, Baindt, Berg)
- Szíria, Aleppó
- Izrael, Asdód[31]